# 缫丝花
缫丝花（学名：Rosa roxburghii，又名Sweet Chestnut Rose）为蔷薇科蔷薇属下的一个种。

## 食用價值
缫丝花的果實刺梨是一种稀有果实，富有营养與維生素C。分布在中国云贵高原等地，現在於中國西部與南部皆有栽培。

## 扩展阅读
維基物種上的相關：缫丝花